# Třtěnské stráně
Třtěnské stráně jsou přírodní památka severovýchodně od vesnice Třtěno, části obce Chožov, v okrese Louny. Oblast spravuje Správa CHKO České středohoří. Původní rozloha 19,16 ha byla v roce 2013 snížena na 12,99 ha s ochranným pásmem o rozloze 10,71 ha.
Důvodem ochrany je jedinečná lokalita tzv. bílých strání a svahových pramenišť, širokolistých suchých trávníků s výskytem teplomilných a halofilních druhů jako jsou jitrocel přímořský (Plantago maritima), bařička bahenní (Triglochin palustris), kozinec rakouský (Astragalus austriacus), len tenkolistý (Linum tenuifolium) a zlatovlásek obecný (Aster linosyris). Lokalita je také významná výskytem denních motýlů.